# Ángel Casallas
Ángel Casallas (Río de Janeiro; 8 de diciembre de 1988) es un actor, modelo venezolano.
Estudio en la Academia de Radio Caracas Televisión 1BC. Debutó en la telenovela Libres como el viento escrita por Pilar Romero, producida y transmitida por (RCTV), donde encarnó al villano Manuel Darío Gutiérrez. 
En el 2012, forma parte del elenco protagónico juvenil de la telenovela Nacer contigo original de José Simón Escalona, transmitida por (Televen). En este dramático Juvenil, Ángel interpretó el personaje de Pármeno Mata. Participó en la telenovela La virgen de la calle, donde asumió el rol como protagonista juvenil e interpretó el personaje de Gabriel. Dicha telenovela es una versión escrita por Basilio Álvarez del éxito de Perla Farías Juana, la virgen; producción asociada de Televisa con RTI COLOMBIA, grabada en Venezuela en los Estudios Radio Caracas Televisión. Su impresionante talento y capacidad de cambiar con cada personaje que interpeta le llevó a ser un actor fetiche de todas las plantas televisivas del país, Piel salvaje en el 2014 escrita por Martin Hann, donde interpretó a Axel Infante, en 2015 Corazón Traicionado, también escrita por Martin Hann y encarnando un increíble personaje, Ricardo Trejo, en 2017 se convirtió en Pedrote, bajo la pluma de la afamada Mónica Montañez en Venevisión para en el 2018 alcanzar el protagonismo en la primera serie hecha en formato 4k de Venezuela y transmitida en la plataforma digital amazoneprime donde encarna a Vicente Armas y hasta ahora es su último trabajo al aire.
Se espera el estreno de Eko3, producción realizada por appletv, donde el actor tiene una participación como un peligroso guerrillero, bajo la dirección de Mark Boal, ganador el Oscar.

## Filmografía

### Telenovelas
- 2009-2010, Libres como el viento (RCTV) - Manuel Darío Gutiérrez
- 2012, Nacer contigo (Televen) - Pármeno Mata
- 2014, La virgen de la calle (Televen) - Gabriel
- 2016, Piel salvaje (Televen) - Axel Infante
- 2017, Para verte mejor (Venevisión) - Pedro Infante Martínez "Pedrote"
- 2018, Corazón traicionado (Televen) - Ricardo Trejo Sotillo
- 2019, “Almas en pena”” (amazonprime) Vicente Armas.
- 2021, EKO3 - Venezuela (applepluss)